# Gustaw Daniłowski
Gustaw Daniłowski, född 14 juli 1871, död 21 oktober 1927, var en polsk författare.
Daniłowski debuterade 1900 med en samling noveller, som visar påverkan från Stefan Żeromski. Denna följdes av romanen Från svunna dagar (1902). Det stora publika genombrottet blev romanen Svalan (1907), en skildring av den radikala ungdomens liv i ryska Polen. Bland hans övriga verk märks bland andra Hästtramp (1919) och Vid branten (1922).